# Đặng Dung
Đặng Dung (chữ Hán: 鄧容 1373 – 1414) là tướng lĩnh nhà Hậu Trần trong lịch sử Việt Nam. Ông là con trai của Đặng Tất, người theo phò vua Giản Định đế của nhà Hậu Trần, sau bị Giản Định đế giết chết cùng với tướng Nguyễn Cảnh Chân. Giận vì cha mình chết oan, Đặng Dung cùng Nguyễn Cảnh Dị (con của Nguyễn Cảnh Chân) rời đi, lập Trần Quý Khoáng tức vua Trùng Quang tiếp tục khởi nghĩa.

## Tiểu sử
Đặng Dung là người xã Mỹ Tho, huyện Thiên Lộc, trấn Nghệ An (nay là huyện Can Lộc, tỉnh Hà Tĩnh). Ông là con trai cả của Quốc công Đặng Tất.
Theo Đặng tộc Đại Tông phả, ông tổ 4 đời của Đặng Tất là Đặng Bá Kiển vốn cư ngụ ở vùng kinh kỳ Thăng Long, sau đó di dời vào Nghệ An châu. Đặng Bá Kiển sinh ra Đặng Bá Tĩnh đỗ Thám hoa đời nhà Trần. Đặng Bá Tĩnh sinh ra Đặng Đình Dực, Đặng Đình Dực sinh ra Đặng Tất, Đặng Tất sinh ra Đặng Dung.

## Sự nghiệp

### Bối cảnh
Cha của Đặng Dung là Đặng Tất, làm quan cho nhà Trần và nhà Hồ; vào năm 1391, Hồ Quý Ly bổ dụng Đặng Tất làm Châu phán Hóa Châu. Năm 1402, Đặng Tất giúp việc cho Hoàng Hối Khanh cai trị vùng đất Thăng Hoa mới lấy được từ Chiêm Thành.
Tháng 5, năm 1407, cha con họ Hồ bị bắt ở cửa biển Kỳ La, Chiêm Thành nhân đó dấy quân hòng chiếm lại đất Thăng Hoa. Đặng Tất xin với Trương Phụ cho mình cai trị đất Hóa Châu, Trương Phụ chấp thuận, sau đó quân Chiêm Thành rút về.
Năm 1407, vào tháng 10, người con thứ của vua Trần Nghệ Tông, tên là Trần Ngỗi, tự lập làm vua lên ngôi ở Tràng An, xưng là Giản Định đế. Do quân mới lập, nhà vua phải chạy vào Nghệ An, Đặng Tất lúc ấy làm Đại tri châu Hóa Châu nghe tin, liền giết viên quan nhà Minh đem quân từ Hóa châu ra Nghệ An phò giúp. Đặng Tất dâng con gái cho vua Giản Định đế, sau đó được phong làm Quốc công. 
Năm 1409, sau trận đại chiến Bô Cô (xã Hiếu Cổ, huyện Ý Yên, thuộc tỉnh Nam Định ngày nay), vì nghe lời của hoạn quan Nguyễn Quỹ và học sinh Nguyễn Mộng Trang nói rằng Đặng Tất chuyên quyền, vua Giản Định Đế đem lòng ngờ vực đã giết Đặng Tất và Nguyễn Cảnh Chân. Đặng Dung tức giận bỏ Trần Ngỗi (Giản Định Đế), cùng Nguyễn Cảnh Dị (con của Nguyễn Cảnh Chân) đem binh Thuận Hóa về Thanh Hóa, rước Trần Quý Khoáng đến Nghệ An lập làm vua, tức Trùng Quang Đế.

## Phò vua Trùng Quang
Trần Quý Khoáng hay Trần Quý Khoách là con Trang Định vương Trần Ngạc và là cháu nội của Trần Nghệ Tông, trước kia Quý Khoáng làm quan Nhập nội thị trung. Trần Quý Khoáng lên ngôi vua ở Chi La, đổi niên hiệu là Trùng Quang, dùng Nguyễn Súy làm Thái phó, Nguyễn Cảnh Dị làm Thái bảo, Đặng Dung làm Đồng bình chương sự, Nguyễn Chương làm Tư mã.
Lúc này Giản Định đế đang ở thành Ngự Thiên, chống nhau với nhà Minh. Trùng Quang đế sai Nguyễn Súy mang quân đến đánh úp, bắt được Giản Định đế. Mẹ của Giản Định đế là Hưng Khánh Thái hậu và bầy tôi là Lê Tiệt, Lê Nguyên Đỉnh bàn nhau khởi binh đánh úp lại Trùng Quang đế để khôi phục quyền lực cho Giản Định đế. Việc bị tiết lộ, Trùng Quang đế bắt giết Lê Tiệt và Lê Nguyên Đỉnh, còn lại thì tha cả. Gặp khi ấy Nguyễn Súy đưa Giản Định đế đến Nghệ An, Trùng Quang đế thay mặc mũ áo thường ra đón tiếp. Trùng Quang đế bèn tôn Giản Định đế làm Thượng hoàng, cùng nhau mưu tính việc khôi phục.

### Trận Mô Độ
Giản Định đế và Trùng Quang đế chia quân làm hai, Giản Định đế tiến quân đến Hạ Hồng, vua Trùng Quang tiến quân đến Bình Than, các người hùng kiệt ở các lộ đều hưởng ứng; gặp lúc Trương Phụ dẫn quân đến, Giản Định đế bỏ thuyền lên bộ, Trương Phụ chia quân đi đằng sau, bắt được giải về Kim Lăng. Cánh quân vua Trùng Quang giữ nhau với Trương Phụ ở Bình Than, chia cho Đặng Dung giữ cửa Hàm Tử, vì thiếu lương thực, quân tan vỡ, vua Trùng Quang được tin, tự liệu không chống nổi, lại về Nghệ An, Trương Phụ đuổi theo, đến đâu cũng chém giết người vô số.
Năm 1410, vua Trùng Quang dẫn quân tiến ra Bắc, thắng một số trận nhưng vì hiệu lệnh không thống nhất, quân Minh tiến đến đâu, quân Hậu Trần tan vỡ đến đó. Vua Trùng Quang lại rút binh về Nghệ An. Đầu năm 1411, vua nhà Minh sai Trương Phụ mang 14 vệ, tổng cộng 78.400 quân (Minh sử chép 2.400 quân) tiếp viện cho Mộc Thạnh, năm sau Trương Phụ dẫn binh vào Nghệ An, gặp Nguyễn Súy, Nguyễn Cảnh Dị, Đặng Dung ở trận Mô Độ. Hai bên liều chết đánh nhau chưa phân thắng bại, thì Nguyễn Súy và Nguyễn Cảnh Dị bất ngờ dẫn quân vượt biển rút chạy, Hồ Bối bỏ thuyền lên bờ. Đặng Dung thế cô, không có cứu viện, liền đi thuyền nhẹ vượt biển trốn đi. Năm 1413, Trương Phụ lại tiến đánh Nghệ An, đến đây nhà Hậu Trần phải lui vào Hóa Châu, đất cố thủ cuối cùng của nhà Hậu Trần.

### Trận Sái Già
Tháng 6 năm Quý Tỵ (1413) quân Trương Phụ vào đến Nghệ An, quan Thái phó nhà Hậu Trần là Phan Quý Hữu ra hàng, được mấy hôm thì mất. Trương Phụ cho con Quý Hữu là Phan Liêu làm Tri phủ Nghệ An. Phan Liêu muốn tâng công, nên nói cho Phụ biết Trần Quý Khoáng có bao nhiêu tướng tá người nào giỏi, người nào dở, quân số nhiều ít, sơn xuyên chỗ hiểm, chỗ không thế nào.
Trương Phụ bèn quyết ý vào Hóa Châu, và hội chư tướng lại để bàn kế tiến binh. Mộc Thạnh nói rằng: "Hóa Châu núi cao bể rộng khó lấy lắm". Trương Phụ nhất định vào đánh cho được, nói rằng: "Ta sống cũng ở đất Hóa Châu này, mà chết cũng ở đất Hóa Châu này. Hóa Châu mà không lấy được thì không mặt mũi nào về trông thấy chúa thượng!". Lập tức truyền cho quân thủy bộ tiến vào đánh Hóa Châu.
Tháng 9 năm 1413, quân Trương Phụ vào đến Thuận Châu, Nguyễn Súy và Đặng Dung giữ sông Thái Gia, đặt phục binh, nhân đêm đánh úp dinh Trương Phụ. Đặng Dung nhảy lên thuyền Trương Phụ toan bắt sống, nhưng không biết mặt, vì thế Trương Phụ mới nhảy xuống sông lấy thuyền nhỏ mà chạy thoát được. Bấy giờ quân Hậu Trần còn rất ít, Trương Phụ thấy vậy đem binh đánh úp lại, bọn Đặng Dung địch không nổi phải bỏ chạy.
Sử thần Ngô Sĩ Liên trong Đại Việt Sử ký Toàn thư nói:
Trận đánh ở Sái Già, Đặng Dung, Nguyễn Súy, đem tàn quân trơ trọi chống lại bọn giặc mạnh, quân tướng đều tinh nhuệ. Dung nửa đêm đánh úp doanh trại giặc làm cho tướng giặc sợ hãi chạy trốn, đốt hết thuyền bè, khí giới của chúng, không phải người thực sự có tài làm tướng, thì có làm được như thế hay không? Thế nhưng cuối cùng vẫn bại vong, đó là do trời. Tuy thất bại, cũng vẫn vinh quang, vì sao vậy?
Bọn Dung vì nghĩa không thể cùng sống với giặc, phải tiêu diệt bọn chúng mới nghe, cho nên mới hết lòng, hết sức giúp đỡ Trùng Quang để mưu khôi phục. Trong khoảng 5 năm, kiên trì chiến đấu với giặc, dẫu có bất lợi, nhưng ý chí không núng, khí thế càng hăng, đến kiệt sức mới chịu thôi. Lòng trung vì nước của người bề tôi, dẫu trăm đời sau vẫn còn tưởng thấy được!

### Cái chết
Tháng 12, năm 1413, từ khi thua trận Sái Già, quân Hậu Trần thế yếu không thể chống với quân Minh được nữa, phải vào ẩn núp ở trong rừng núi; Nguyễn Cảnh Dị và Đặng Dung muốn chạy sang Xiêm La, Trương Phụ đuổi theo bắt được. Nguyễn Cảnh Dị mắng chửi Phụ rằng: Chính ta muốn giết mày, bây giờ lại bị mày bắt! Mắng chửi mãi không ngớt mồm, Phụ đem giết đi, lấy gan ăn. Trùng Quang đế chạy sang Lão Qua, Nguyễn Súy chạy sang Minh Linh cũng đều bị quân nhà Minh bắt.
Chẳng được bao lâu vua Trần và các tướng đều bị bắt và bị giải về Yên Kinh cả. Đi đến giữa đường, Trùng Quang Đế nhảy xuống nước tự tử, Đặng Dung và Nguyễn Súy cũng nhảy xuống theo tự sát. Đặng Dung có làm bài thơ Thuật hoài, sau được nhiều người truyền tụng:
Việc đời bối rối tuổi già vay
Trời đất vô cùng một cuộc say
Bần tiện gặp thời lên cũng dễ
Anh hùng lỡ bước ngẫm càng cay
Vai khiêng trái đất mong phò chúa
Giáp gột sông trời khó vạch mây
Thù trả chưa xong đầu đã bạc
Gươm mài bóng nguyệt biết bao rày.
Sách Đại Việt sử ký toàn thư của Ngô Sĩ Liên chép: 
Đang khi đôi bên quân Nam và quân Bắc đang cầm cự nhau thì Đặng Dung bí mật dùng bộ binh và tượng binh mai phục, đúng nửa đêm thì bất ngờ đánh úp vào doanh trại của [Trương] Phụ. [Đặng] Dung đã nhảy lên thuyền của [Trương] Phụ và định bắt sống Phụ nhưng lại không biết mặt để có thể nhận ra hắn, vì thế, Phụ liền nhảy sang thuyền nhỏ chạy thoát. Quân Minh bị tan vỡ đến quá nữa, thuyền bè, khí giới bị đốt phá gần hết, thế mà [Nguyễn] Súy không biết hợp lực để cùng đánh. [Trương] Phụ biết quân của [Đặng] Dung ít nên lập tức quay lại đánh. Dung đành phải chịu thất bại, quân sĩ chạy tan tác hết..
Nguyễn Khắc Thuần kể tiếp: 
Tháng 11 năm 1413, Đặng Dung cùng Nguyễn Cảnh Dị bị Trương Phụ bắt sống khi đang tìm đường tạm lánh sang Xiêm La để tính kế lâu dài. Vì liên tục lớn tiếng chửi mắng nên Nguyễn Cảnh Dị đã bị Trương Phụ hạ lệnh giết ngay. Còn Đặng Dung cùng Trần Quý Khoáng, Nguyễn Súy và một số tướng lãnh khác bị áp giải về Yên Kinh (Trung Quốc). Dọc đường, Trần Quý Khoáng nhảy xuống nước tự tử, Đặng Dung cũng lập tức nhảy xuống chết theo.
Trần Trọng Kim cũng cho biết tương tự:
Từ khi thua trận ấy rồi, Trần Quý Khoách thế yếu quá không thể chống với quân giặc được nữa, phải vào ẩn núp ở trong rừng núi. Chẳng được bao lâu Trần Quý Khoáng, Nguyễn Cảnh Dị, Đặng Dung, Nguyễn Súy đều bị bắt, và phải giải về Yên Kinh cả. Đi đến giữa đường, Quý Khoách nhảy xuống nước tự tử, bọn ông Đặng Dung cũng tử tiết cả. Ông Đặng Dung có làm bài thơ Thuật hoài, mà ngày nay còn có nhiều người vẫn truyền tụng.
Cha con ông Đặng Dung đều hết lòng giúp nước phò vua, tuy không thành công được, nhưng cái lòng trung liệt của nhà họ Đặng cũng đủ làm cho người đời sau tưởng nhớ đến, bởi vậy hiện nay còn có đền thờ ở huyện Can Lộc, tỉnh Hà Tĩnh...
Theo Minh Thực lục thì: 
Quan Tổng binh Anh quốc công Trương Phụ mang quân đến trang Tra Hoàng, huyện Chính Hòa, châu Chính Bình (Quảng Bình); tướng giặc là Hồ Đồng hàng. Nghe tin bọn Đặng Cảnh Dị, Đặng Dung, Long Hổ Tướng quân ngụy Lê Thiềm hơn 700 tên chạy đến sách Côn Bồ, Tiêm Man; bọn Phụ tiến binh ngay đến sông La Mông. Phải theo đường núi vin cành lá mà leo lên nên đành bỏ ngựa, tướng sĩ tiếp tục đi theo. Đến sách Côn Bồ, bọn Cảnh Dị đã bỏ trốn; lại truy kích đến sách Tra Bồ Nại, bọn giặc và dân địa phương đều trốn, không biết ở chốn nào, nên làm cuộc lục soát lớn. Vào canh tư, đi trên 20 dặm, nghe tiếng trống điểm canh, Phụ sai Đô Chỉ huy Phương Chính mang quân lẳng lặng đi, đến lúc trời sáng đến phía bắc sông, tại sách Tra Bồ Cán. Giặc lập trại tại bờ phía nam, quan quân vượt sông vây đánh. Giặc chống không nổi, tên bắn liên tiếp trúng, Cảnh Dị bị thương tại sườn, bắt được. Đặng Dung trốn, Phương Chính mang quân truy lùng, bị bắt cùng với em là Đặng Nhuệ. Bắt hết bọn giặc Lê Thiềm, tịch thu ấn ngụy của Cảnh Dị. Cảnh Dị bị thương nặng, bị róc thịt lấy thủ cấp, áp giải cùng anh em Đặng Dung đến kinh đô; tất cả đều bị xử chém để làm răn.

## Nhận định
Sử thần Ngô Sĩ Liên bàn rằng:
Trận đánh ở Sái Già, Đặng Dung, Nguyễn Súy đem tàn quân trơ trọi chống lại bọn giặc mạnh, quân tướng đều tinh nhuệ. Dung nửa đêm đánh úp doanh trại giặc làm cho tướng giặc sợ hãi chạy trốn, đốt hết thuyền bè, khí giới của chúng, không phải người thực sự có tài làm tướng, thì có làm được như thế hay không? Thế nhưng cuối cùng vẫn bại vong, đó là do trời. Tuy thất bại, cũng vẫn vinh quang, vì sao vậy? Bọn Dung vì nghĩa không thể cùng sống với giặc, phải tiêu diệt bọn chúng mới nghe, cho nên mới hết lòng, hết sức giúp đỡ [23a] Trùng Quang để mưu khôi phục. Trong khoảng 5 năm, kiên trì chiến đấu với giặc, dẫu có bất lợi, nhưng ý chí không núng, khí thế càng hăng, đến kiệt sức mơí chịu thôi. Lòng trung vì nước của người bề tôi, dẫu trăm đời sau vẫn còn tưởng thấy được! Ngày xưa nước Lỗ đánh nhau với nước Tề ở đất Can Thì bị thất bại, thánh nhân không vì thua mà kiêng né, lại chép rõ để nêu niềm vinh quang chiến đấu với kẻ thù, chứ không bàn đến việc thành bại. Thế thì trận đánh ở Sái Già, quân Minh bị tan vỡ một nửa, quân ta đến khi sức kiệt mới chịu thua cũng vinh quang lắm thay !

## Con cái

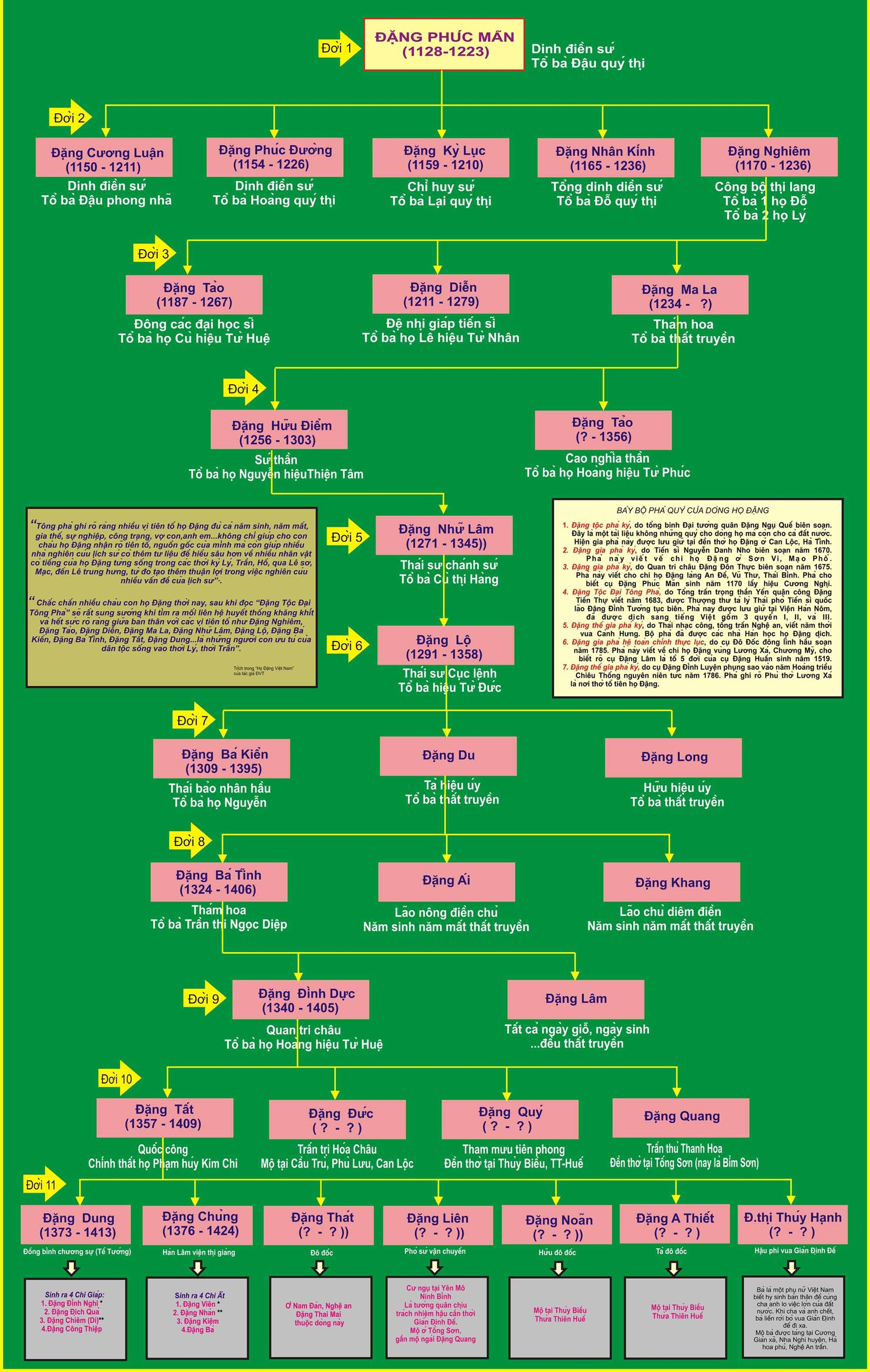

- Đặng Nghi: lập nghiệp tại Chúc Sơn, Chương Đức.
- Đặng Địch Quả:A Giám sinh Quốc tử giám, về sống tại lại Tả Thiên lộc)
- Đặng Di (lập nghiệp tại Sơn Vi, Mao Phổ thuộc tỉnh Phú Thọ ngày nay), cha của Đặng Minh Khiêm. Đặng Công Thiếp (đỗ Hoàng giáp[cần dẫn nguồn], di cư đến Sơn Đông, huyện Lập Thạch)

## Hậu duệ nổi tiếng
- Tiến sĩ, Thượng thư Đặng Minh Khiêm (1457 – ?)[19]
- Thám hoa Đặng Thì Thố
- Hoàng giáp Đặng Chiêm [19]
- Thái úy Nghĩa Quốc công Đặng Huấn (? – 1583)[19]
- Tiến sĩ, Quốc lão Đặng Đình Tướng (1649 – 1735)[19]
- Đặng Lương Mô[cần dẫn nguồn] (có hơn 300 công trình khoa học công công bố ở Mỹ, Nhật,... hiện là Trưởng ban khuyến học họ Đặng)
- Đặng Đình Áng[cần dẫn nguồn]
- Tổng bí thư Trường Chinh
- Giáo sư Đặng Thai Mai